# Rocs Blancs (Queralbs)
El Rocs Blancs és una muntanya de 2.784 metres que es troba al municipi de Queralbs, a la comarca catalana del Ripollès.